# Sigma
Sigma (hoa Σ, thường σ, chữ thường cuối từ ς) là chữ cái thứ 18 trong bảng chữ cái Hy Lạp. Trong hệ thống số Hy Lạp, nó có giá trị 200.

## Lịch sử
Hình dạng và vị trí chữ cái của sigma xuất phát từ chữ Phoenicia shin.

## Từ nguyên
Tên của sigma, theo một giả thuyết, có thể tiếp tục của Phoenician Samekh. Theo một lý thuyết khác, tên gốc của nó có thể là san (tên ngày nay gắn liền với một cái khác, thư lỗi thời), trong khi sigma là một sự đổi mới Hy Lạp có nghĩa đơn giản là "rít lên", dựa trên việc chỉ định một động từ σίζω Sízō, từ * sig-jō trước, có nghĩa là 'tôi rít').

### Lunate sigma
Một mảng bám đọc "Metochion of Gethsemane" (Μετόχιον Γεθσημανῆς) ở Jerusalem, với một sigma lunate ở cuối và ở giữa của từ
Trong bản Hy Lạp viết tay trong thời kỳ Hy Lạp (thế kỷ 4 và 3 TCN), hình dạng ký tự Σ được đơn giản hóa thành hình chữ C. Nó cũng được tìm thấy trên đồng xu từ thế kỷ thứ 4 trước Công nguyên trở đi. Điều này đã trở thành dạng tiêu chuẩn phổ quát của sigma vào cuối thời cổ đại và thời trung cổ. Ngày nay được gọi là sigma lunate (trường hợp trên, trường hợp thấp hơn), vì hình dạng giống như trăng.

## Sử dụng
Trong toán học, Σ là ký hiệu thể hiện tổng của 1 phép toán nhiều hạng tử, σ thể hiện độ lệch chuẩn trong toán thống kê. Trong vật lí, σ không thể hiện suất đàn hồi.